# Ernst von Weizsäcker
 (juin 2016).
Ne doit pas être confondu avec Ernst Ulrich von Weizsäcker.

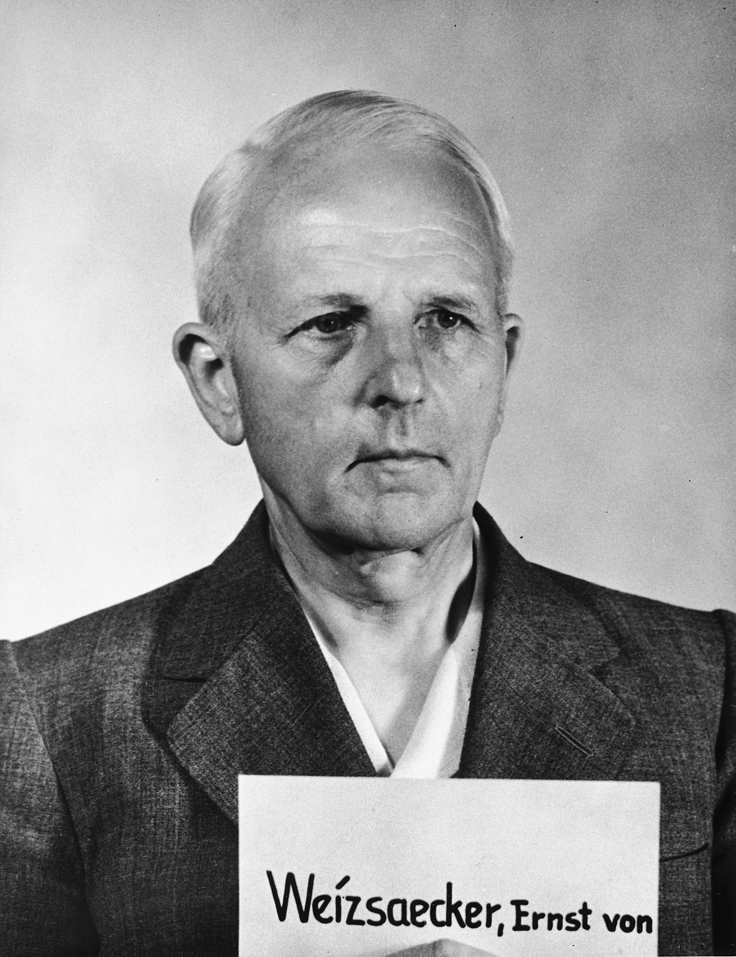
Au procès de Nuremberg, vers 1947.

Ernst von Weizsäcker (Ernst Heinrich, baron von Weizsäcker), né le 25 mai 1882 à Stuttgart et mort le 4 août 1951 à Lindau, est un diplomate et homme politique allemand, ayant exercé les responsabilités de secrétaire général aux Affaires étrangères à l'époque du Troisième Reich, sous la responsabilité du ministre Ribbentrop. Il a été condamné comme criminel de guerre au procès des Ministères, jugé coupable de la déportation de Juifs français au camp d'Auschwitz.

## Débuts de carrière
Weizsäcker entre dans la marine allemande en 1900, gravit les échelons d'officier et y fait la Première Guerre mondiale. En 1920, sa carrière se réoriente, il entre au ministère des Affaires étrangères. De 1921 à 1931, sous la république de Weimar, il occupe divers postes de consul en Europe, à Berne, Genève, puis est ambassadeur à Oslo en 1931. En septembre 1933, il est nommé par le régime national-socialiste ambassadeur en Suisse. 

## Carrière politique
De retour en Allemagne en 1937, Weizsäcker est nommé directeur au ministère des Affaires étrangères, à la demande de Hitler. Le 1er avril 1938, il est nommé secrétaire général de ce ministère, plus haut poste administratif auprès du ministre Joachim von Ribbentrop. Parallèlement, il s'inscrit au Parti national-socialiste le 1er avril 1938, et obtient en complément un poste à haut niveau dans la SS, dans l'état-major de Himmler.
Il reste au poste de secrétaire général jusqu'en mars 1943, puis est nommé ambassadeur près le Saint-Siège en juin 1943. À la suite de la libération de Rome en juin 1944, il n'exerce plus la fonction d’ambassadeur, mais reste à Rome, au Vatican, en tant qu'invité du pape et membre du corps diplomatique, jusqu'en 1946. 

## Condamnation pour crimes contre l'humanité
S'étant mis sous protection papale, Weizsäcker n'a pas fait partie des dignitaires traduits en justice au premier procès de Nuremberg. Par la suite, il se présente aux autorités alliées, et est arrêté par les Américains en juillet 1947 : il est conduit à Nuremberg. Il est traduit au procès de la Wilhelmstrasse (nom donné par métonymie au siège du ministère des Affaires étrangères à Berlin de 1871 à 1945) : ces procès ultérieurs ayant été plus cléments que les premiers procès. Il est condamné le 14 avril 1949 à sept ans de prison pour crimes contre l’humanité, pour sa participation à la déportation de juifs français vers Auschwitz. Il sera relâché à la faveur d’une amnistie générale en 1950 ; en prison, il avait écrit ses mémoires, dans lesquels il estimait avoir été résistant au régime.

## Famille
Issu de l'influente famille Von Weizsäcker, il est le fils de Karl von Weizsäcker (1853-1926), ministre-président du royaume de Wurtemberg de 1906 à 1918 et le père de Carl Friedrich von Weizsäcker (1912-2007), important physicien théoricien allemand du XXe siècle, qui a participé au projet de bombe atomique allemande pendant la Seconde Guerre mondiale, et de Richard von Weizsäcker (1920-2015), président de la République fédérale d'Allemagne de 1984 à 1994, qui fut son avocat au procès de Nuremberg.